# Geppetto
Geppetto è un personaggio immaginario del libro Le avventure di Pinocchio. Storia di un burattino di Carlo Collodi. Il suo ruolo è quello di padre di Pinocchio, è il co-protagonista del romanzo.

## Ruolo nella storia
Geppetto è un povero e vecchio uomo, dal mestiere di intagliatore, contrariamente alla credenza comune che sia un falegname. Viene descritto come un vecchio arzillo e con indosso una parrucca bionda dal colore simile a quello della polendina di granturco, motivo per il quale i bambini del posto lo chiamano "Polendina", soprannome che lo manda su tutte le furie. Per il resto, però, Geppetto è un uomo tranquillo, umile e gentile. Vive da solo in una casetta che fa da sottoscala a un'altra, in compagnia del suo gatto e del Grillo Parlante (anche se non è specificato se fosse a conoscenza della sua presenza) ed è talmente povero che il fuoco nel camino è dipinto e la sua giacca è piena di rattoppi.
Compare dal secondo capitolo del libro, in cui va a trovare l'amico falegname mastr'Antonio per farsi prestare un pezzo di legno. Stufo di patire la fame con il suo misero mestiere, Geppetto prende la decisione di diventare un burattinaio affinché possa guadagnarsi da vivere. Dopo aver esposto questo suo piano, il ciocco di legno che aveva tormentato Antonio il capitolo prima, si complimenta a "Polendina" per l'idea, facendo arrabbiare Geppetto che accusa Antonio dell'insulto, arrivando a picchiarsi e mordersi i loro finti capelli. Subito dopo, mentre Antonio cerca di dargli lo stesso ciocco, questi si butta contro le gambe di Geppetto e parte un'altra incomprensione e lite tra i due.
Tornato a casa con il ciocco, Geppetto si fabbrica subito il burattino e lo battezza Pinocchio in onore di una famiglia a lui amica in cui portavano tutti lo stesso nome. Durante la lavorazione, Pinocchio si dimostra vivo e dispettoso, facendo linguacce, rubando la parrucca e tirando calci, eppure Geppetto non solo non è terrorizzato quanto Antonio, ma lo definisce anche "figliolo" e si autodefinisce il suo "babbo". Una volta terminato, Pinocchio impara a camminare e subito imbuca la porta e corre per le vie della città, inseguito da Geppetto. Un carabiniere lo ferma, e quando Geppetto sgrida Pinocchio e gli promette che lo punirà per questa sua scappatella, facendo piangere la marionetta, i cittadini iniziano a vociferare che forse Pinocchio sia scappato perché Geppetto è violento e ne abusa, al punto che il carabiniere decide di arrestare lui.
Nei seguenti capitoli, Pinocchio non è per niente scosso o preoccupato del fato del genitore, ma inizia pian piano a pentirsi di ciò, quando inizia a patire la fame e non trova nulla in casa. A dimostrazione della sua incuranza, Pinocchio si addormenta quindi con i piedi sul braciere, trovandoseli bruciati il giorno dopo.
Geppetto, intanto, è tornato a casa e, costretto a entrare dalla finestra, si spaventa nel vedere Pinocchio senza piedi e, capendo che è affamato, gli dona tre pere, istruendolo a non fare lo schizzinoso quando, ancora affamato, il burattino si trova costretto a mangiare anche le bucce e i torsoli che aveva disdegnato fino a poco fa.
Quando Pinocchio gli chiede di rifargli i piedi, Geppetto rifiuta, considerandola una punizione adatta per il guaio in cui l'ha cacciato il giorno prima, ma Pinocchio gli promette che non solo si comporterà bene, ma è intenzionato ad andare a scuola e imparare un mestiere ed essere il bastone della sua vecchiaia. Convinto, Geppetto gli ricostruisce i piedi, e gli fabbrica poi un vestito di carta, scarpe di corteccia e un cappello di mollica di pane secco. Infine vende la giacca, in pieno inverno, per comprargli l'abbecedario per la scuola. Purtroppo le buone intenzioni di Pinocchio sono subito sospese dalla curiosità del burattino, dando così il via alle disavventure sue e di suo padre che, per un'intera giornata, lo attende sull'uscio di casa.
Due giorni dopo, viene avvisato da un inviato della bambina dai capelli turchini che Pinocchio è sano e salvo a casa sua, dove potrà rivederlo, ma Geppetto non si riunisce a Pinocchio, in quanto sviato ancora da il Gatto e la Volpe.
Per i successivi quattro mesi, Geppetto inizia a cercare Pinocchio per "tutto il mondo" e, volendo spingere le ricerche addirittura fino al nuovo mondo, viene aiutato da un grosso Colombo, che lo porta sulla spiaggia, dove si costruisce una barca. Quando però salpa, impaziente di ricongiungersi col figlio, scoppia una tempesta e Pinocchio arriva sulla spiaggia, in tempo per farsi notare prima che la barca venga cappottata da un'onda, portandosi dietro Geppetto che, non sapendo nuotare, pare affogare.
Tuttavia, Geppetto viene divorato in un boccone dal terribile Pesce-cane, che poco dopo ingoia un intero bastimento carico di cibo, permettendo a Geppetto di sopravvivere per quasi due anni, finché anche Pinocchio viene anch'esso divorato dal Pesce-cane, permettendogli di ricongiungersi al padre. Pinocchio, quindi, sapendo che i viveri sono ormai terminati, cerca di fuggire con il padre approfittando dell'asma del mostro marino, che lo fa dormire con la bocca aperta, dicendo al padre che lo porterà sulle spalle affinché non debba nuotare. Dopo un tentativo mandato a monte da uno sbadiglio del Pesce-cane, Pinocchio e Geppetto escono dalla bocca del mostro e fuggono dalle sue fauci.
Aiutati da un Tonno che ha seguito il loro esempio, i due raggiungono infine la riva. Dopo aver incontrato gli ormai invalidi e malandati Gatto e Volpe, Pinocchio e Geppetto sono ospitati, in una casa di paglia, dal Grillo-parlante, dove Geppetto potrà riprendersi dal raffreddore ottenuto durante la fredda traversata in mare, mentre Pinocchio guadagna del latte caldo per il padre lavorando in una vicina fattoria. Quando il padre si riprende, Pinocchio gli costruisce una sedia a rotelle, con la quale lo porta in giro. Quando la Fata ricompensa Pinocchio per il suo impegno, Geppetto torna in piene forze a lavorare allegramente ai suoi capolavori di legno, in una casa agiata, ringraziando Pinocchio di questo cambiamento.

### Il compagno Pinocchio
Nella versione russa della storia scritta da Aleksej Nikolaevič Tolstoj, a prendere il ruolo di Geppetto è Papà Carlo (nome forse scelto in onore di Collodi), un vecchio suonatore di organetto, ormai rotto. Per la prima parte della storia, Papà Carlo non ha differenze da Geppetto: chiede in prestito un ciocco di legno dall'amico falegname Giuseppe (Mastro Ciliegia), fabbrica Burattino (Pinocchio), finisce arrestato per colpa sua, quando torna sfama e salva il figliolo (stavolta da un violento ratto di nome Sciusciara), gli fabbrica dei vestiti e poi vende la giacca per comprargli i libri di scuola. Tuttavia, a prendere il focus della storia è la sua cucina dipinta: il malvagio Barbas Karabas (Mangiafoco) ha una chiave che conduce ad un tesoro nascosto dietro una cucina dipinta e quando Burattino gli rivela che suo padre ha una simile cucina, lo lascia andare con l'intenzione di seguirlo e prendere il tesoro. Quando Burattino viene a conoscenza del suo piano, dopo aver ottenuto la chiave, con i suoi amici tenta di tornare a casa, ma Karabas e i suoi uomini gli bloccano la strada, ma sono sopresi alle spalle da Papà Carlo, che li salva e porta a casa Burattino e i suoi amici. Burattino quindi apre la porta al tesoro, il teatro del fulmine, e con esso Papà Carlo mette su una nuova attività, riparando l'organetto e suonandolo durante le esibizioni di Burattino e i suoi fratelli di legno.

## Altri media
Geppetto compare, come personaggio importante, in tutti i film e serie del personaggio. Geppetto è raffigurato fedelmente al romanzo (anche se in diverse occasioni, la sua parrucca gialla viene spesso esclusa) con qualche versione che gli aggiunge una famiglia che ha perduto prima degli eventi della storia. Altra differenza, dovuta alla versione Disney, alcuni film fanno sì che Geppetto voglia costruire Pinocchio per avere un figlio.
- Nel primissimo adattamento del 1911, Geppetto è interpretato da Augusto Mastripietri. Geppetto viene, come nel romanzo, divorato da una balena, ma padre e figlio sono salvati da una tribù indigena che scambiano Pinocchio per un dio e portano via il babbo, ma a fine scena è sano e salvo a casa sua, dove rimane per il resto del film. Si dimostra anche abbastanza severo con il figlio in quanto prima lo minaccia di bastonare poi gli ordina di stare fuori casa, quando il figlio giura di avere ormai imparato la lezione.
- Nel film del 1947 Le avventure di Pinocchio di Giannetto Guardone, Augusto Contardi interpreta il falegname abbastanza fedelmente. Quando Pinocchio finisce nel Pesce-cane, Geppetto lo scambia per un pesce e si sfoga con lui che, per quanto accusi giustamente il figlio di essere finito in tale situazione, non può veramente odiarlo.[17]
- Nel film animato italiano del 1971 Un burattino di nome Pinocchio di Giuliano Cenci, Roberto Bertea doppia il falegname. Nonostante la fedeltà al romanzo, giudicando dalla barba bionda, i suoi capelli sembrano essere veri e non una parrucca e l'incontro con Mastro Ciliegia non è visto (salvo che per una illustrazione di transizione).
- Nell'anime del 1972 Le nuove avventure di Pinocchio, Geppetto è un vecchio falegname che abita in una casetta fuori dal villaggio, in compagnia di un topolino domestico. Un giorno, intaglia Pinocchio per avere un nipotino (in questa versione, Geppetto è chiamato "nonnino" e non "babbo") e la Fata della Quercia dona vita alla marionetta. Come nel romanzo, Geppetto vuole bene a Pinocchio e vende la giacca per comprargli i libri, ma in questa versione, Pinocchio fa sempre ritorno a casa in seguito alle sue avventure. Tuttavia, nella seconda parte della serie, Pinocchio viene rapito da Mangiafuoco e Geppetto insegue il burattinaio per tutta l'Italia e addirittura fino in Africa, dove diversi ostacoli gli impediscono di riunirsi e riabbracciare il nipote. Quando scorge Mangiafuoco tornare in Italia, si unisce al suo circo speranzoso che Pinocchio lo raggiunga, ma finisce con il dimettersi e tornare a casa proprio pochi minuti prima che Pinocchio li raggiunga. Una volta vendicatosi di Mangiafuoco, Pinocchio torna a casa, dove gli alberi chiedono a lui aiuto per evitare la milizia usi il loro legno per creare armi. Risvegliando così il più anziano degli alberi per spaventare i soldati, questi accusano Pinocchio di stregoneria e arrestano Geppetto con l'intenzione di esiliarlo sull'Isola Infernale. Pinocchio quindi parte con Gatto, Volpe e Topino a salvare il nonno, riuscendoci nel finale.
- Nello sceneggiato TV del 1972 Le avventure di Pinocchio di Luigi Comencini, Nino Manfredi interpreta forse la più celebre versione del personaggio (sprovvisto però di parrucca gialla). Questo melanconico Geppetto è vedovo, sposato anni addietro con una donna che si scopre essersi reincarnata nella Fata dai capelli turchini, è proprio lei che per dargli il figlio che non hanno potuto avere fa un patto con Pinocchio: trasformarlo in bambino temporaneamente e, se si dimostrerà degno, potrà mantenere quella forma, altrimenti lo riporterà di legno. Inizialmente spaventato dall'apparizione improvvisa di un bambino, Geppetto si rallegra di questo dono. Geppetto, nelle prime parti, passa molto tempo a conversare Mastro Ciliegia che tenta di supportarlo (per quanto egli dimostra del disprezzo nello spirito libero del bambino), quindi, una volta saputo che Pinocchio è stato rapito da Mangiafoco, lo insegue fino al porto, scoprendo che è partito per le Americhe. Viene poi assunto dalla bottegaia locale nel mentre che si costruisce la barca per raggiungere il figlio. Una volta partito, Geppetto affonda dopo aver visto Pinocchio sul molo. Nel Pesce-cane, Geppetto oltre ai viveri trova anche fonti di lettura e un confortevole rifugio. Quando Pinocchio lo raggiunge e gli racconta cosa ha passato, Geppetto ha un soliloquio in cui parla dello strano intervento della Fata (di cui non scopre mai l'identità) chiedendole se era il caso di disturbarsi e rendere le loro vite così movimentate. All'udire ciò, la Fata decide quindi trasformare Pinocchio in un bambino permanentemente. Quindi, Pinocchio tenta di convincere Geppetto a scappare dal Pesce-cane, ma egli rifiuta, di principio perché contento della sicura sistemazione, per poi rivelare che ha semplicemente paura del mondo esterno, ma quando Pinocchio gli risponde che senza di lui non ha intenzione di andarsene (e spaventato da uno sbadiglio del mostro), Geppetto si decide a tornare sulla terraferma e a correre verso quella che sembra essere la casa della Fata, dove la miniserie si conclude.
- Nell'anime Pinocchio del 1976, Geppetto è un vecchietto pelato con gli occhiali. Vive in compagnia della sua gatta Giulietta e il picchio Rocco, finché non si costruisce Pinocchio, di principio come modo per cambiare mestiere, per poi adottarlo come figlio. In questa versione, la Fata decide di prendersi cura di Pinocchio e istruirlo, e una sera informa Geppetto della situazione. Geppetto, quindi, pazienta il ritorno del figlio, finché il Gatto e la Volpe, volendo continuare a turlupinare Pinocchio, lo sviano dicendogli che Mangiafuoco l'ha rapito e lo ha portato lontano. Geppetto casca al loro imbroglio e parte a cercarlo. Durante la sua traversata in barca, Geppetto non affonda e, avvistato Pinocchio, torna sulla terraferma per ritrovarlo, ma a causa della tempesta, la loro riunione è rimandata, continuando a cercarsi a vicenda finché entrambi non sono divorati dalla Balena. Dopo che tornano a casa, Geppetto si rallegra nel vedere come suo figlio sia maturato.
- Nel film animato del 1987 I sogni di Pinocchio, un seguito della storia, Geppetto (che ha un canarino come animale domestico) celebra con Pinocchio il suo compleanno, poi lo manda a portare al sindaco un cofanetto d'oro che ha fabbricato per lui. Pinocchio è però ingannato e vende il cofanetto a due imbroglioni, quindi Geppetto lo sgrida. Pinocchio, allora, esce di casa a rimediare al suo errore, ma non essendo ritornato la mattina seguente, Geppetto va a cercarlo e diventa prigioniero dell'Imperatore della Notte, che lo rimpicciolisce e lo rinchiude nello stesso cofanetto. Pinocchio lo salva e, una volta ucciso l'Imperatore, Geppetto torna normale.
- Nel film anime Doraemon - The Movie: Le 1000 e una notte del 1991, Nobita e Shizuka con le scarpe favolose entrano nel mondo della fiaba di Pinocchio. Mentre assistono a Geppetto e Pinocchio sfuggire dalla Balena, una tempesta separa padre e figlio. Geppetto viene salvato dalla Sirenetta, che lo lascia sulla spiaggia una volta portato a riva, lasciando sbalorditi Nobita e Shizuka, mentre il fato di Pinocchio rimane ignoto.
- Nel film diretto da Diane Eskenazi del 1992, Geppetto ha lo stesso ruolo del libro (meno la parrucca) e ha un gatto domestico, rinominato Figaro nel doppiaggio italiano.
- Nel film del 1996 Le straordinarie avventure di Pinocchio, Martin Landau interpreta il falegname. Gli viene dato un fratello che finisce col sposare la donna dei suoi sogni, Leona. Per placare questo dolore, Geppetto incide un cuore con le loro iniziali su un tronco da cui, anni dopo, ne ricaverà Pinocchio, animato da questo suo amore. Leona (ormai vedova) tenta di aiutarlo a gestire Pinocchio, il quale attira l'attenzione di Lorenzini, un malvagio burattinaio a cui Geppetto vende le sue marionette che vengono crudelmente bruciate nei suoi spettacoli. A causa di un disastro causato dal figlio in una pasticceria, Geppetto è costretto a pagare i danni, ma non avendo abbastanza soldi, Lorenzini si offre di estinguere il debito in cambio di Pinocchio. Auspicando miglior vita con lui, Geppetto acconsente. Quando Pinocchio fugge dal teatro, salvando le creazioni di Geppetto, quest'ultimo e Leona vanno alla sua ricerca. Dopo averlo visto salire sulla carrozza per Terra Magica, Geppetto perde le tracce del carro e si convince abbia preso il mare, prendendo una barca mentre confessa i suoi sentimenti a Leona. Poco dopo, Lorenzini, diventato una balena, lo inghiotte e poco dopo anche Pinocchio. Cercando di scappare, Pinocchio usa il suo naso bugiardo per allargare la gola di Lorenzini e permettere al padre di passare, ma finisce con il bucare la trachea del mostro, che li tossisce fuori. Tornati a riva, Pinocchio chiede perdono al padre per i guai causati e così facendo diventa un bambino vero. Geppetto poi sposerà Leona.
  - Nel seguito del 1999 Il mondo è magia - Le nuove avventure di Pinocchio, Geppetto (divenuto vedovo) si mette al lavoro per creare un'esibizione di marionette e vincere un concorso del principe di Toscana, ma finisce con l'ammalarsi. Pinocchio quindi gli propina un po' di siero magico acquistato al circo di Madame Flambeau, ma il giorno dopo scopre con orrore che Geppetto è diventato una marionetta vivente: Flambeau (che si scoprirà essere Lorenzini) voleva darla a Pinocchio e farne sua attrazione, ma poi decide di proseguire con il piano usando Geppetto, il quale si trova bene nel suo nuovo corpo di legno. A fine film, dopo essere tornato normale, diventa il nuovo direttore del circo e fa un figurone al concorso.
- Nel film del 2002 Pinocchio di Roberto Benigni, Carlo Giuffré interpreta il falegname. Il suo ruolo è abbastanza fedele al romanzo (è anche una delle poche versioni in cui ha la parrucca), ma la sua scena iniziale è mista in parte con quella di Mastro Ciliegia, in cui all'inizio ignora le parole del burattino, finché non realizza che non è frutto della sua immaginazione. Nel Pesce-cane, una scena simile a quella del film di Guardone si ripete, in cui Geppetto conversa con Pinocchio, credendolo un tonno, prima lamentandosi dei guai che il figlio gli ha causato, per poi sentire la sua mancanza. Dopo che Pinocchio diventa umano, a Geppetto crescono dei veri capelli.
- In Pinocchio - Il grande musical del 2003, Geppetto non è povero come nel libro ed è rappresentato più giovane, gestisce una propria segheria, ma non è economicamente messo bene. Si costruisce Pinocchio quando racconta a Lucignolo come pensa che un figlio debba essere. Per tutta l'opera (meno nel Pesce-cane), Geppetto è seguito da una sua ex di nome Angela che ha ancora sentimenti per lui, sentimenti che il falegname contraccambia alla fine dello spettacolo. I brani in cui canta Geppetto sono "Un figlio perfetto", "Insieme", "Figli", "Voglio andare via", "Insieme - Ripresa" e "È soltanto amore".
- In Pinocchio 3000, Geppetto è un gentile inventore adorato dai bambini di Scamboli per cui prepara dei giocattoli e gode della compagnia del maggiordomo e amico Spencer il cyber-pinguino e la sua casa senziente. Si costruisce Pinocchio per avere un figlio e risulta molto felice nel sapere che potrà diventare un bambino vero. Essendo rivale del sindaco Scamboli, Geppetto tenta di recuperare Pinocchio durante l'inaugurazione del parco giochi di Scamboland, ma viene catturato dal sindaco e trasformato in un robot assieme ai bambini. Mantenendo la sua coscienza umana, Geppetto si ribella a Scamboli e poi aiuta Pinocchio a riportare tutti alla normalità, venendo poi salvato dal figlio quando il processo di de-robotizzazione viene sospeso da Scamboli.
- Nel film animato del 2007 Bentornato Pinocchio, un seguito della storia, Geppetto è vociato da Mino Caprio. Il falegname ha solo un ruolo marginale nel film, rimanendo a lavorare a casa, mentre Pinocchio è alle prese con una nuova avventura. Ricompare poi nel finale, dove assieme a Pinocchio e la Fata vanno al circo. Ha inoltre a che fare con una sua insistente cliente che vorrebbe fargli sposare sua cugina.
- Nella miniserie del 2009, Bob Hoskins interpreta il falegname. Carlo Collodi, in cerca di un'ispirazione per la sua storia, fa riparare il suo scrittoio da Mastro Geppo del villaggio locale. Saputo della perdita di sua moglie e figlio al parto, e ispirato dalle sue parole sul "legno vivo", Collodi scrive la storia di Geppetto donandogli un figlio, stupito dallo scoprire che la storia sta prendendo luogo proprio mentre la scrive. Vagamente simile alla versione di Manfredi, questo Geppetto passa molto tempo al fianco di Mastro Ciliegia ed è visto essere supportato da molta gente nella costruzione della barca con cui intende raggiungere Mangiafuoco in America. In seguito, la storia procede come da norma, con Pinocchio che però lo salva dimostrandosi pronto a dargli il suo inanimato cuore di legno per salvarlo da un attacco cardiaco. La Fata, quindi, cura Geppetto e trasforma Pinocchio in bambino.
- Nel film animato del 2012, Mino Caprio torna a doppiare Geppetto. Viene data una motivazione al perché il legno di Pinocchio si anima: quando era piccolo, Geppetto aveva perso un aquilone. Anni dopo, l'aquilone torna a casa e, ricordando i bei momenti, la sua nostalgia anima il ciocco di legno da cui poi decide di costruirsi un figlio. Durante le avventure del figlio, Geppetto lo cerca ogni notte in città, finché i carabinieri non lo informano che è stato arrestato ad Acchiappacitrulli. Andandolo a prendere, i due non riescono a vedersi tra la folla di amnistiati e Pinocchio torna a casa da solo. Quando Geppetto ritorna, i carabinieri lo informano di come Pinocchio abbia aggredito e quasi ucciso un suo compagno di classe, presumendo che poi il burattino sia affogato in mare nella fuga, ma Alidoro lo informa che Pinocchio ha invece preso una colomba per rifarsi una vita nel nuovo mondo. Andandolo a cercare, Geppetto affonda e viene divorato dal Pesce-cane. Anacronisticamente, sebbene il film segua alquanto fedelmente i testi del libro, ciò da l'idea che Geppetto abbia passato due anni nel pescione, come se ne evince sia dalla barba lunga che dal fatto che le scorte dei relitti sono finiti, ma stando al film sono solo passati due giorni. Una volta tornati a riva, Pinocchio si trasforma in bambino vero. Nel film, Geppetto canta una sua versione del brano Una volta c'era un re de La Cenerentola.
- In Ever After High è rivelato che l'originale Pinocchio prenderà il ruolo del nuovo Geppetto, una volta che sua figlia Cedar erediterà quello di protagonista.
- Nella miniserie tedesca del 2013, Mario Adorf (che interpretò il direttore del circo nella miniserie di Comencini) interpreta Geppetto, che gode della compagnia di un patou di nome Pulcino. Geppetto non è messo economicamente male, ma anziché essere arrestato, Geppetto viene pignorato di molti dei suoi averi da una folla inferocita infastidita da Pinocchio. Geppetto così decide di mandare Pinocchio a scuola per dargli un'educazione, ma il giorno seguente, Pinocchio fa arrabbiare Geppetto quando, preparando la colazione, brucia gli attrezzi rimasti e per poco anche il ciondolo della sua defunta sorella. Geppetto, informato da Lucignolo che Pinocchio non è ritornato dallo spettacolo dei burattini, insegue il burattinaio e venderà il ciondolo della sorella per comprare una barca (in seguito, il ciondolo sarà venduto alla Volpe e Pinocchio se lo riprenderà). Divorato da una balena, Geppetto manda un messaggio in bottiglia in cui domanda aiuto. Pinocchio lo salva e i due tornano a casa.
- Nel film del 2019 Pinocchio di Matteo Garrone, Roberto Benigni (che interpretò il protagonista nel suo film) interpreta un fedele Geppetto (sprovvisto però di parrucca). È evitato il suo arresto, Pinocchio non lo vede affondare e Geppetto non si ammala dopo essere scampati al Pesce-cane.
- In Pinocchio: A True Story, Geppetto, con design che ricorda Leonardo da Vinci, è un vecchio giocattolaio, protettivo e amorevole nei confronti del figlio Pinocchio. Dopo aver permesso Pinocchio di lasciare casa, inizia a preoccuparsi che qualcosa possa essergli accaduto e lo va a cercare, venendo rinchiuso da Mangiafuoco.
- Nell'adattamento in stop motion del 2022 di Guillermo del Toro, Geppetto è uno scultore che ha perso il figlio Carlo in un bombardamento durante la prima guerra mondiale. Depresso, Geppetto si rintana nell'alcool piangendo la perdita del figlio fino alla seconda guerra mondiale. In un attimo di collerica sbronza, Geppetto abbatte l'albero piantato dalla tomba del figlio per resuscitarlo in un corpo di legno, crollando dal sonno dopo averlo rozzamente finito. Per placare il suo animo tormentato, lo Spirito del Bosco anima Pinocchio e, superato l'iniziale spavento, Geppetto scopre che il suo piano è tecnicamente funzionato in quanto Pinocchio ospita l'anima di Carlo e sembra ricordare qualcosa che gli insegnò, ma continua a considerarlo una copia imperfetta e disobbediente, provato dal fatto che (scoperto della sua immortalità) il Podestà locale vuole arruolarlo e ciò lo ha messo in un grosso debito con il Conte Volpe. Per rimediare al danno, Pinocchio si mette a lavorare per Volpe per scappare all'arruolamento, ma Geppetto, assieme al grillo Sebastian, lo insegue per tutta l'Italia, finché, attraversando lo Stretto di Messina, viene divorato dal Pescecane. Pinocchio raggiunge padre e grillo, ma una volta scappati dallo sfiatatoio del mostro, questi inizia a inseguirli, così Pinocchio si sacrifica attivando una mina navale nella sua bocca. Preoccupato che l'esplosione abbia messo fuori gioco il padre, Pinocchio acconsente a perdere l'immortalità per resuscitare subito e salvarlo, perendo dalla fatica a missione compiuta. Grazie a Sebastian, lo Spirito del Bosco riesce a risvegliarlo e Pinocchio e Geppetto spendono insieme il resto dei loro giorni.
- In Pinocchio Musical Geppetto ha lo stesso ruolo del romanzo. Per quanto sprovvisto di parrucca gialla, la sua offesa a quando il ciocco lo chiama "Polendina" stranamente rimane.
- In Shrek, Geppetto compie delle apparizioni minori:
  - In Shrek è visto vendere Pinocchio alle guardie di Farquaad.
  - Sarebbe dovuto apparire tra la folla del ballo alla fine del secondo film, addirittura esclamando di gioia e poi di delusione nel vedere il figlio trasformato da burattino a bambino e viceversa.
  - In Shrek terzo viene citato da Azzurro quando ricorda a Stromboli come Pinocchio lo abbandonò per cercare il padre.
  - In Shrekkato da morire, Geppetto appare nel corto "Lo Shrekorcista", in cui assume Shrek per tenere a bada l'indemoniato figliolo. Come nel film Disney, è visto essere un orologiaio e avere un gatto bianconero e un pesciolino (che viene divorato dal felino).
  - In Shrek e vissero felici e contenti, nella dimensione alternativa, Geppetto viene crudelmente camuffato da Shrek da Pinocchio affinché possa incassare la taglia messa da Tremotino.
  - Ne Il gatto con gli stivali 2 - L'ultimo desiderio, Geppetto e Pinocchio sono visti girare il mondo mentre fanno soldi con i loro spettacolini.
- Il manga Pinocchio, scritto da Osamu Tezuka, mischia il film Disney col libro originale ma Geppetto non mantiene il design Disneyano (quello viene dato a uno dei burattinai di Mangiafuoco). Dopo aver litigato con Mastro Ciliegia per la possessione di un ciocco di legno, Geppetto salva il Grillo Parlante dall'essere calpestato dal collega, ospitandolo volentieri a casa sua (cosa che lo spingerà a offrirsi coscienza di Pinocchio). Cercando il figlio di notte, Geppetto incappa nella Volpe e suoi loschi compari che stanno attendendo che Pinocchio muoia impiccato (non accorgendosi che gli penzola sopra la testa). Volpe gli mente dicendogli che Pinocchio è partito per l'America, così Geppetto prende una barca assieme ai suoi animali e viene divorato dal Pescecane. Per il resto procede come nel film Disney.[18]
- In Fables, Geppetto è il primo antagonista principale. Dopo gli eventi della storia, Pinocchio ha continuato a fare il vagabondo, così Geppetto ha fabbricato altri figli di legno che la Fata Turchina ha poi trasformato in bambini più leali a Geppetto. Intenzionato a abusare questo potere, il falegname cattura la Fata e sfrutta la sua magia per crearsi un esercito e, sotto l'alias dell'Avversario, si mette a conquistare Favolandia. Il resto dei personaggi (incluso Pinocchio, ignaro delle intenzioni del padre) si trasferì nel mondo reale. Quando la verità su Geppetto fu rivelata, Pinocchio (per quanto dalla parte di Favolandia) decise di restare con il padre. Alla fine, dopo aver perso la foresta di alberi magici e il suo laboratorio, Geppetto pare arrendersi e diventare un costruttivo membro della comunità delle fiabe. Viene poi ucciso da Peter Pan durante l'ascesa al potere di quest'ultimo.
- In Pinocchio. Storia di un bambino, Geppetto è un burattino militare che si auto-azzoppò per scappare alla guerra con i Grilli Parlanti. Tornato a casa, "ruba" la casa di un commilitone morto e si mette a fare il macellaio, ottenendo dall'amico Ciliegia un pezzo di carne parlante da cui farsi un figlio. Dopo avergli salvato i piedi dai vermi, Geppetto lo manda a scuola. Nonostante i burattini abbiano tutti un carattere cinico e maligno nei confronti del protagonista, Geppetto è l'unico che mostra un po' di compassione, ma anche lui ammette che lo ha severamente punito per le sue sciocche azioni. Questo Geppetto non viene poi mangiato da un Pescecane, sebbene i burattini mentono per rendere le cose interessanti.[19]
- In Pinocchio, il colore della notte, Geppetto ha lo stesso ruolo del libro. Viene però rivelato che Geppetto non ottenne mai l'invito della bambina dai capelli turchini e che il Pesce-cane probabilmente lo divorò per attirare Pinocchio a sé.[20]
- È presente nelle serie di Rai Yoyo Il villaggio incantato di Pinocchio e Pinocchio and Friends. In entrambi svolge la professione di falegname ed è in continua competizione con Mastro Ciliegia.
- In Lies of P, Geppetto è uno degli alchimisti di Kratz ed è meschino e malvagio quanto loro, manipolando Pinocchio nel seguire i suoi ordini, raccogliere Ergo e poi cedere il suo cuore per riportare in vita il defunto figlio Carlo. Il suo destino dipenderà dalle bugie raccontate dal protagonista, che porteranno o alla sua redenzione o al successo del suo piano.
- In varie serie animate e televisive sulle fiabe, Geppetto appare come padre di Pinocchio, sprovvisto come al solito della parrucca.
  - Le più belle favole del mondo: Geppetto ha lo stesso ruolo del libro, ma il suo ruolo è misto nella sua prima scena con Mastro Ciliegia, con il pezzo di legno che gli chiede invece di farlo una gamba del tavolo, di renderlo un bambino. Non parte subito a cercare Pinocchio in quanto questi fa quasi subito ritorno a casa ed è lui a fare diventare amici Pinocchio e Lucignolo. Partirà a cercarlo solo quando Pinocchio finisce al paese dei balocchi, venendo divorato dalla balena.
  - Calendar Men: in "Pinocchio e il Cosmo-Pavone" Geppetto è visto brevemente, completamente ignaro di quello che Pinocchio passa durante la puntata.
  - Nel regno delle fiabe: Geppetto ha lo stesso ruolo del film Disney.
  - Le fiabe più belle: Geppetto ha lo stesso ruolo del romanzo (arresto escluso).
  - Hello Kitty's Furry Tale Theater: Geppetto viene chiamato Granpappetto ed ha lo stesso ruolo del film Disney, come padre di Pinocchio Penguin.
  - Lupi, streghe e giganti: Geppetto è un tonto falegname che vive con una bisbetica moglie. Geppetto crea Pinocchio e lo tratta come un figlio, mentre la moglie impara pian piano a volergli bene.
  - Happily Ever After: Fairy Tales for Every Child: Geppetto diventa un uomo afroamericano di nome George e ha lo stesso ruolo del film Disney.
  - Tre gemelle e una strega: Geppetto ha un ruolo accorciato, con il falegname che a notte fonda riceve il ciocco parlante da cui crearsi il figlio. Si vende la giacca per dargli il libro di scuola e si affida alle Gemelle affinché non si metta nei guai. Quando Pinocchio è portato via dal battello del Paese dei Balocchi, Geppetto e le Gemelle lo inseguono in barca, venendo divorati dalla balena, che li risputa subito fuori quando Pinocchio gli morde la coda.
  - Le tenebrose avventure di Billy e Mandy: nell'episodio "Billy ocean", Billy viene divorato dalla Balena dentro il quale trova Pinocchio e Geppetto, il quale non nasconde che è deluso da come Pinocchio è diventato e decide di adottare Billy, scaturendo le gelosie di Pinocchio.
  - Polizia Dipartimento Favole: Geppetto è il protagonista del primo caso affrontato dagli agenti. Inizialmente, si ritrova derubato del ciocco di legno da cui intendeva ricavare Pinocchio. Si scopre che unaa strega voleva usare il legno per creare una scopa, ma Pinocchio viene salvato in tempo dagli agenti. In segno di gratitudine, si unisce a loro.
  - Colorado - 'Sto classico: Geppetto (Biagio Izzo) era un carpentiere di Mastro Ciliegia, finché non gli diede un'idea (quella di IKEA) di cui il capo si prese il merito dopo averlo licenziato. Con una chaise longue come liquidazione, Geppetto ne ricava accidentalmente Pinocchio. Da lì, Geppetto ha gli stessi ruoli del libro (si vende però un rene al posto della giacca). L'espediente narrativo dell'episodio è un'intervista che scimmiotta Chi l'ha visto? nella pancia della Balena, dove Geppetto è il primo ospite presentato. Alla fine, quando il presentatore si domanda che fine abbia fatto Pinocchio dal suo ultimo avvistamento al Paese dei balocchi, ecco che il protagonista entra e ferma gli applausi a lui rivolti per rivelare che ha messo la testa a posto ed è diventato adulto con le sue sole forze, criticando la Fata per i suoi sciocchi e egoisti metodi e il Grillo e il Pappagallo per le loro morali poco chiare, poi prende il padre e lo invita a tornare a casa.
  - Simsalagrimm: Geppetto è un giocattolaio solitario. Un giorno la Fata Turchina gli anima Pinocchio per dargli il figlio desiderato. Gli dona poi i suoi ultimi risparmi per comprarsi la merenda e i libri di scuola. Il giorno dopo, Geppetto va in cerca di Pinocchio, Doc e Yo-yo. Quest'ultimi, inseguendo il burattinaio che ha rapito l'amico, trovano il falegname e si separano. Geppetto e Doc quindi inseguono il battello del burattinaio, ma sono poi divorati dalla balena, dove vengono raggiunti il giorno dopo da Pinocchio e Yo-yo, con i quali tornano a casa. Prendendosi cura del padre, Pinocchio diventa umano.

### Versione russa
Papà Carlo appare senza drastiche differenze nei tre adattamenti della storia: Pinocchio - La chiavetta d'oro ( Interpreto da Georgiy Uvarov), nel film animato Le avventure di Pinocchio e The Adventures of Buratino ( interpretato da Nikolai Grinko).
Nel film estone del 2009, Buratino, una parodia moderna della storia, Papà Carlo appare come uno scienziato solitario e che crea delle macchine abbastanza goffe.

### Versione Disney
(Geppetto, Pinocchio)

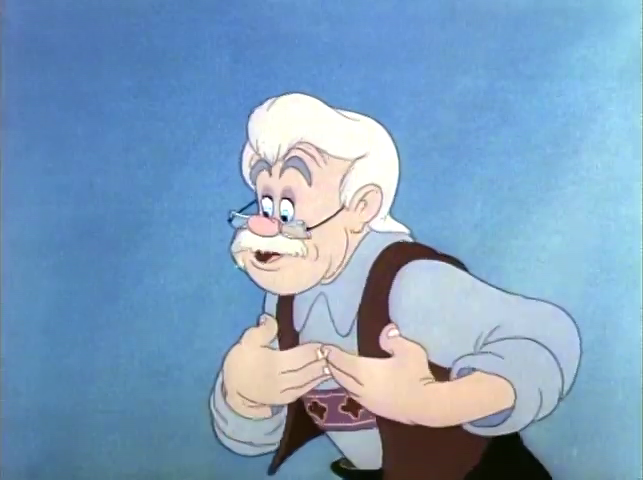
Geppetto nella versione Disney

- Nel film Disney Pinocchio, Geppetto è un allegro falegname che fabbrica giocattoli, carillon e orologi, è economicamente messo bene e abita con un gatto di nome Figaro e una pesciolina di nome Cleo. Dopo aver fabbricato Pinocchio, esprime alla Stella dei Desideri il desiderio che Pinocchio diventi un bambino vero. Quella notte, la Fata Azzurra dona la vita a Pinocchio e lo informa che dimostrandosi "bravo, coraggioso e disinteressato" diventerà un bambino vero. Geppetto si sveglia poco dopo e, dopo un'iniziale spavento, si rallegra alla notizia, ma spaventato che Pinocchio non sia pronto al mondo esterno, decide di mandarlo a scuola. Gli dona quindi una mela per il maestro e l'abbecedario, per poi salutarlo sull'uscio. A cena, Geppetto si preoccupa del suo ritardo e lo va a cercare sotto la pioggia, tristemente passando proprio accanto alla carrozza di Mangiafuoco dove il figlio è rinchiuso. In seguito, scoprendo che Pinocchio è finito nel Paese dei Balocchi,[21][22][23] prende una barca e, con i suoi animali, va a recuperarlo, ma viene divorato dalla Balena. La Fata informa Pinocchio di ciò e il burattino lo raggiunge. Riunitosi al figlio, Geppetto gli dice che la fuga è impossibile e ha anche provato con una zattera, ma Pinocchio non demorde e usa la legna per accendere un fuoco con cui creare tanto fumo. La Balena li starnutisce fuori, ma poi si mette a inseguirli, furiosa e assetata di sangue. Persa la zattera, Geppetto quasi affoga, ma Pinocchio lo salva e lo porta in tempo in un anfratto tra gli scogli, dove tutti si arenano sulla spiaggia sani e salvi, meno Pinocchio. Alla veglia funebre a casa, Geppetto, il Grillo Parlante, Figaro e Cleo piangono la perdita di Pinocchio, ma la Fata lo resuscita e lo trasforma in bambino vero, riportando l'allegria in casa. 
  - Nel film era inoltre prevista una scena in cui Geppetto, dopo l'incidente di Pinocchio con la candela, gli avrebbe raccontato, attraverso una sequenza sogni, la storia del suo vero nonno, un pino. In un momento di follia, nella pancia della Balena, doveva inizialmente pensare di mangiarsi Cleo insieme a Figaro (scena riciclata poi per il cortometraggio Figaro e Cleo).  Nel finale, inoltre, sarebbe dovuto morire lui al posto di Pinocchio dopo la fuga dalla Balena, venendo però risvegliato dalle sincere scuse di Pinocchio, che per ciò si trasforma in bambino vero.
- Nel videogioco La rivincita dei Cattivi, la stanza principale è il laboratorio di Geppetto.
- Nel videogioco del film, compie delle apparizioni nei livelli della Balena.
- Nella serie animata di Aladdin, in un episodio il Genio si trasforma in Geppetto insieme a Cleo, mostrandosi dentro la pancia della Balena.
- Nella serie animata Timon e Pumbaa, in un episodio Timon si traveste da Geppetto dopo che ha costruito un burattino simile a Pinocchio, mentre fa pratica con Pumbaa.
- In Geppetto, è il protagonista ed è interpretato da Drew Carey. Geloso che i suoi vicini abbiano delle attività con i propri figli e considerando facile crescere un bambino, Geppetto desidera che Pinocchio lo diventi. Di principio felice quando la Fata lo anima, inizia a notare delle "imperfezioni" di cui attribuisce la colpa solo a Pinocchio e non al suo fallace metodo di educazione. Inizialmente Geppetto tenta di chiedere alla Fata di aggiustarlo, ma questi lo ignora deliberatamente. Pinocchio, intanto, fugge e si fa assumere da Mangiafuoco, il quale poi manda il falegname in una folle ricerca del figlio, durante la quale la Fata mette sul suo cammino due suoi amici che dimostrano che la sua idea di forzare il figlio a seguire le orme del genitore non è affatto ottimale per entrambi. Trovato Pinocchio al Paese dei Balocchi, ma fermato dagli inservienti, Geppetto segue il battello degli asini ed è divorato dalla Balena, ma è poi salvato da Pinocchio. Tornati a casa, Mangiafuoco li attende con un contratto che lo rende proprietario di Pinocchio. Avendo imparato la lezione sull'essere genitore, Geppetto offre di cedergli qualunque cosa, ma il burattinaio si rifiuta. Il giocattolaio, allora, domanda alla Fata di trasformarlo in un pezzo di legno, non potendo sopportare di essere separato dal figlio e a queste parole, Pinocchio diventa di carne ed ossa, lasciando Mangiafuoco senza niente. Carey non ha particolarmente apprezzato questo ruolo, e per quanto compreso, in molti considerano che egli si redima con la canzone finale "Since I gave my heart away". In questa versione, Geppetto ha solo Figaro.[24]
- In House of Mouse - Il Topoclub, Geppetto compare tra gli ospiti.
- Fa anche un rapido cameo nell'episodio "Meraviglie degli abissi" in Topolino, mentre con il figlio fa l'autostop per uscire dalle fauci di un kraken.
- In Kingdom Hearts, Geppetto appare nei seguenti ruoli:
  - In Kingdom Hearts è ancora prigioniero della Balena, ma in seguito alla visita di Sora, Pippo e Paperino, il mostro starnutisce lui, Pinocchio e Cleo (Figaro compare solo nel manga) alla Città di Mezzo, dove mette su bottega, regalando a Sora progetti di Gummiship.
  - In Kingdom Hearts: Chain of Memories, Geppetto appare come illusione mnemonica nella Balena.
  - In Kingdom Hearts 3D: Dream Drop Distance, Geppetto viene divorato dalla Balena mentre tenta di raggiungere il Paese dei Balocchi e viene poi raggiunto da Pinocchio e il Grillo Parlante.
- Nella serie TV C'era una volta, è interpretato da Tony Amendola e doppiato da Massimo Ghini. Geppetto perde i genitori (Stephan e Donna) da piccolo per colpa di un errore di Jiminy, che diventerà il Grillo Parlante per poter rimediare al suo errore e guidare il ragazzo. Durante gli eventi della sua storia, nulla varia troppo dalla trama del film Disney, ma dopo che Pinocchio diventa bambino, scopre dalla Fata Turchina del Sortilegio della Regina Cattiva, che porterà tutti nel mondo reale, privi di memoria e di magia: ciò significa che Pinocchio tornerà di legno e, non volendo che ciò accada, si mette d'accordo affinché Pinocchio possa scappare al Sortilegio andando nel mondo reale tramite una teca magica con Biancaneve e la sua nascitura, ma quando Biancaneve partorisce prima del previsto, Pinocchio rimane a doversi preoccupare della figlia della principessa da solo, mentre Geppetto arriva Storybrooke, sotto l'alias di Marco, con dentro un vuoto per il fatto che "non ha mai avuto figli" (nel primo episodio cita anche una moglie, ma essa non è mai vista, forse un dettaglio delle sue false memorie). Quando Pinocchio, sotto il nome di August, arriva a Storybrooke, fa compagnia a Geppetto, approfittando degli ultimi momenti che gli rimangono prima che ridiventi di legno inanimato. Geppetto, riacquisita la memoria dopo la rottura del Sortilegio, capisce che August è Pinocchio e farà in modo di non separarsi mai più da lui.
- Nel remake live-action del 2022, Tom Hanks interpreta un Geppetto che ha perso la famiglia: in onore della moglie, si rifiuta di vendere i suoi orologi che lei adorava e crea Pinocchio basandosi sul figlio defunto. In questa versione, Geppetto non desidera che Pinocchio diventi un bambino vero, ma un figlio, ma credendo di aver fatto qualche errore, la Fata Turchina si convince di aver lanciato l'incantesimo sbagliato e ne stabilisce uno con Pinocchio per trasformarlo in umano. Geppetto ha poi gli stessi ruoli del film, ma è informato della locazione di Pinocchio da Sofia, una gabbiana da lui addomesticata. Senza pensarci due volte, Geppetto vende i suoi orologi per comprare una barca. Pinocchio riesce a trovarlo un attimo prima che entrambi siano divorati da Monstro e organizzano subito un piano di fuga, durante il quale Geppetto fa la conoscenza del Grillo Parlante. Utilizzando il finale scartato dal film originale, stavolta è Geppetto quello che perde la vita, ma grazie alle sue sincere lacrime, Pinocchio riesce a risvegliarlo. Geppetto quindi si complimenta con Pinocchio e lo rassicura che lui è fiero di quello che è, che sia di legno o umano. Fanno quindi ritorno a casa attraversando una grotta, e brevemente si vede Pinocchio sembrare diventare umano.
- Nel libro A Twisted Tale - La Stella dei Desideri, Geppetto vive con il severo padre Tommaso a creare violini, nonostante lui voglia dedicarsi ai giocattoli. Un giorno, durante una gita in barca a disegnare, viene aggredito da Monstro, ma è salvato da fratelli Belmagio, Chiara, Niccolò e Ilaria (per cui Geppetto ha una cotta). Grazie a questo gesto, Chiara diventa la candidata ideale per diventare la nuova fata della Stella dei Desideri e, per non rattristire la sorella della sua partenza, tenta di avvicinarla (con successo) a Geppetto. Quando Ilaria si deprime e si arrabbia alla partenza della sorella, viene avvicinata dai Senza Cuore (le fate malvagie) e la trasformano in una di loro. Subito lei tenta di usare i suoi poteri per diventare famosa, ma prima invita Geppetto promettendogli la stessa fama al suo fianco, ma quando il ragazzo rifiuta con titubanza, ella gli cancella i ricordi della loro relazione. Tutto ciò la memoria Geppetto ricorda dell'amata sono solo dei nomi che darà ai suoi animali (Figaro è chiamato così per il personaggio dell'opera preferita di Ilaria e Cleo per lo pseudonimo da diva che la ragazza si era scelto). Durante gli eventi della storia, Geppetto si scopre essere ancora in contatto con Niccolò e le sue nipoti che lo informano che Mangiafuoco ha Pinocchio, mentre l'amico Vito (fratello di Mangiafuoco) gli rivela che Pinocchio è scappato e forse è al Paese dei Balocchi, dandogli anche la barca con cui raggiungerlo. Viene inoltre preso di mira da Monstro la seconda volta poiché i Senza Cuore avevano messo Ilaria alla prova ordinandole di ucciderlo con la balena, ma Ilaria (ancora innamorata di lui) lo risparmiò usando come scusa l'idea che da vivo avrebbero potuto far uso della sua disperazione.[25]
- È visto in Once Upon a Studio, insieme agli altri personaggi del film, nella foto di gruppo.